# 公子虔
公子虔（？—？），嬴姓，名虔，战国时秦国公子。

## 生平
公子虔曾任秦孝公太子之傅。前356年，秦孝公任命商鞅为左庶长，在秦国国内实行第一次变法。新法推行一年后，百姓都到国都抱怨不适应新法。正值太子驷触犯了新法，商鞅认为新法之所以不能顺利推行，是因为王公贵族带头违反，但因太子是国君的继承人，又不能施以刑罚，于是就处罚了太子之傅公子虔，以黥刑处罚了太子之师公孙贾。自此，秦国人就都遵守新法。新法实行四年，公子虔又触犯新法，被处劓刑。受刑后的公子虔闭门不出，伺机报复。
前338年，秦孝公去世，其子秦惠文君继位。公子虔等告发商鞅谋反。秦惠文王派人抓捕商鞅，商鞅逃亡到魏国后被驱逐回秦国。商鞅回到秦国后，潜逃回封地商邑，发动邑兵攻打郑县（今陕西省华县）。秦惠文君派兵攻打，商鞅战败死于彤地（今陕西省华县西南）。其尸身被带回咸阳（今陕西省咸阳市东北），处以车裂后示众，秦惠文君同时下令诛灭商鞅全族。

## 文学形象
长篇历史小说《东周列国志》中，公子虔在第八十七回《说秦君卫鞅变法 辞鬼谷孙膑下山》中登场。太子驷因不愿迁往新都咸阳，并且抱怨新法，商鞅以太子之罪处罚其师傅。太傅公子虔被处以劓刑，太师公孙贾被处以黥刑。在第八十九回《马陵道万弩射庞涓 咸阳市五牛分商鞅》中，秦惠文君继位后，公子虔、公孙贾诬告商鞅谋反，商鞅逃亡到魏国后因与魏惠王有旧仇，最后被迫逃回封地商于，准备发兵抵抗，被公孙贾抓住带回咸阳。秦惠文君历数商鞅之罪后将其五牛車裂分尸，灭其全族。

## 影视形象
2009年首播的电视剧《大秦帝国之裂变》中，公子虔由盧勇饰演。公子虔是《大秦帝国》电视剧以及同名小说系列中的重要角色，是秦孝公的兄长，但其事迹大部分为虚构。